# Portraits du Fayoum
Pour les articles homonymes, voir Fayoum.

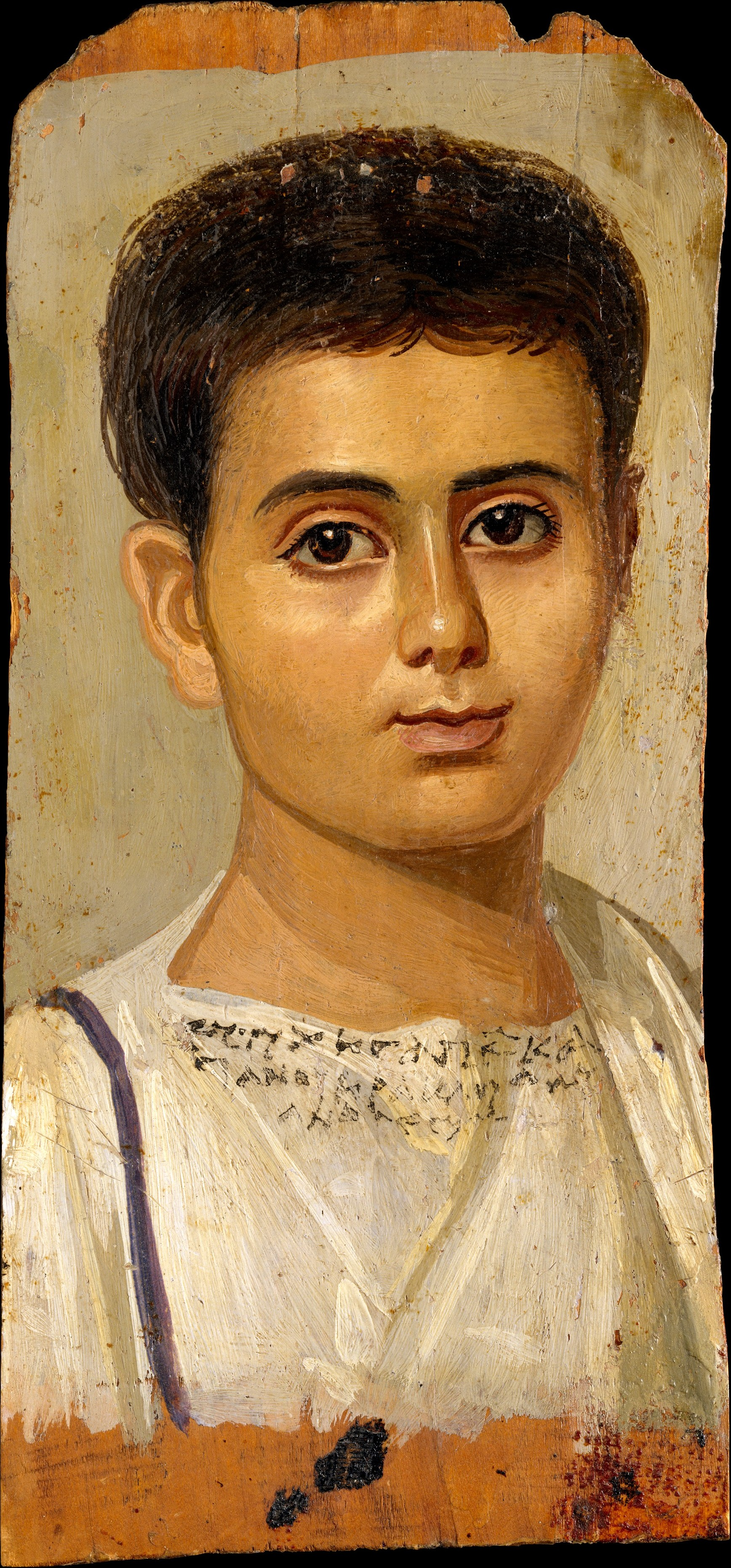
Portrait d'un jeune garçon nommé « Eutychès », IIe siècle, Metropolitan Museum of Art.

Les « portraits du Fayoum » sont un ensemble de peintures remontant à l'Égypte romaine exécutés à partir du Ier siècle (à la fin du règne de l'empereur romain Tibère) jusqu'au milieu du IIIe siècle. Ce sont des portraits funéraires peints d'individus, adultes ou enfants, insérés dans les bandelettes au niveau du visage de la momie. Le défunt y est représenté en buste, le visage de face. Les découvertes sont nombreuses au XIXe siècle (collections d'Henry Salt et Theodor Graf), mais les premières fouilles n'ont lieu qu'à partir de 1888 à Hawara, sous la direction de l'archéologue britannique Flinders Petrie. La dénomination de « portraits du Fayoum » se rapporte à un type d'abord trouvé dans le Fayoum, mais dont on a trouvé des exemplaires provenant de toute l'Égypte. En archéologie et en histoire de l'art, on utilise cette expression par commodité et entre guillemets.
Bien que semblant trancher par leur naturalisme, ces « portraits du Fayoum » poursuivent la tradition funéraire de l'Égypte antique, enrichie par les influences étrangères liées aux invasions et immigrations, grecque puis romaine notamment. Leur technique varie, tout comme la qualité de leur exécution.

## Généralités

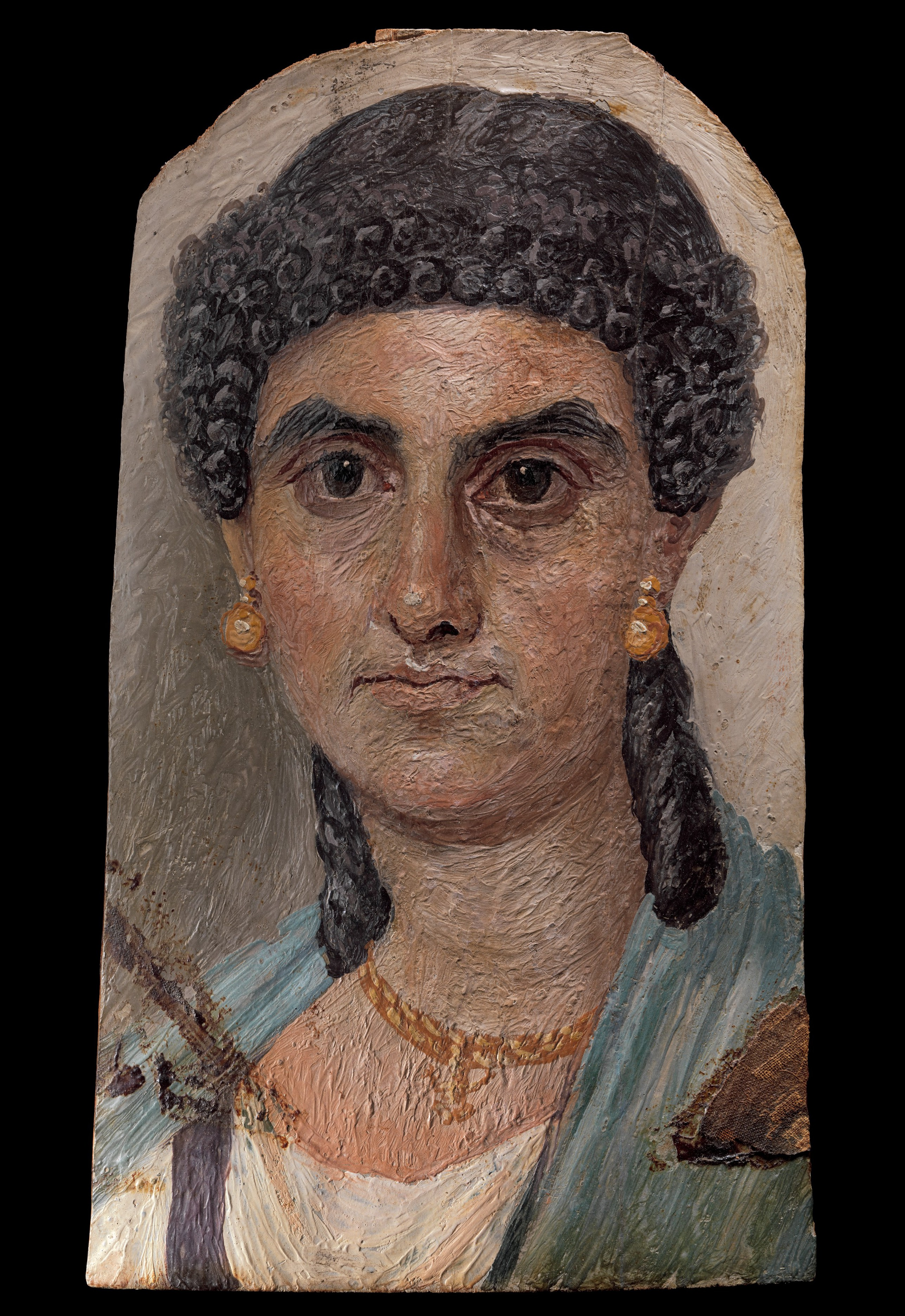
Portrait de femme, Ier siècle, Metropolitan Museum of Art.

Les « portraits du Fayoum » sont les seuls spécimens de peinture sur bois qui subsistent de l'Antiquité. Ce sont les portraits peints les plus anciens jamais découverts. Ils éclairent les mutations profondes qui s'opèrent au IIe siècle dans l'empire romain. Les arts locaux, appartenant à une veine populaire, acquièrent une importance croissante, d'une part par l'épuisement des traditions artistiques dans les ateliers métropolitains, d'autre part par le relâchement de l'autorité de l'Urbs sur les possessions lointaines. C'est ainsi que l'orientalisme, longtemps étouffé par la plastique occidentale, prend son essor : il apparaît en effet plus apte à exprimer les inquiétudes d'un monde où bascule, avec l'Empire romain, tout un système économique et social. Le culte, dès le début de la Rome impériale, de dieux orientaux (Isis, Mithra, etc.), illustre la fascination des Romains des premiers siècles de notre ère pour des religions dans lesquelles la mort n'apparaît plus comme l'achèvement du parcours de l'âme. L'irruption des techniques picturales et des rites romains dans le cérémonial funéraire des Égyptiens illustre autant, dans l'autre sens, l'influence romaine dans la culture religieuse et populaire de l'Égypte.[réf. nécessaire]
Ces portraits représentent l'ultime évolution des sarcophages et masques funéraires, avec une influence évidente de l'art romain, et permettent ainsi de retracer l'évolution des techniques picturales d'époques ptolémaïques et romaines et renseignent sur les modes vestimentaires et sur les usages de cette période. La grande expressivité de ces portraits annonce sans doute l'art copte et n'est pas sans parenté avec ce que sera l'icône byzantine. L'arrivée du christianisme en Égypte, puis dans toute l'Afrique du Nord, marque la fin de cet art héritier des traditions séculaires de l'Égypte ancienne et du culte des morts.[réf. nécessaire]

## Technique
Lorsqu'on étudie la technique des « portraits du Fayoum », on remarque que les supports et les techniques sont variés. Les « portraits du Fayoum » sont peints essentiellement sur panneaux de bois et sur lin, à l'encaustique ou à la détrempe. La palette des couleurs est réduite et semblable d’un portrait à l’autre.

### Supports
Les supports des « portraits du Fayoum », destinés à être adaptés à la forme de la momie du défunt, sont choisis en fonction de leur souplesse et de leur finesse, mais également de leur solidité et de leur résistance aux aléas du temps. Les dimensions sont légèrement plus petites que nature, mais il faut surtout noter une harmonisation entre la taille du support et la taille de la momie.

#### Bois

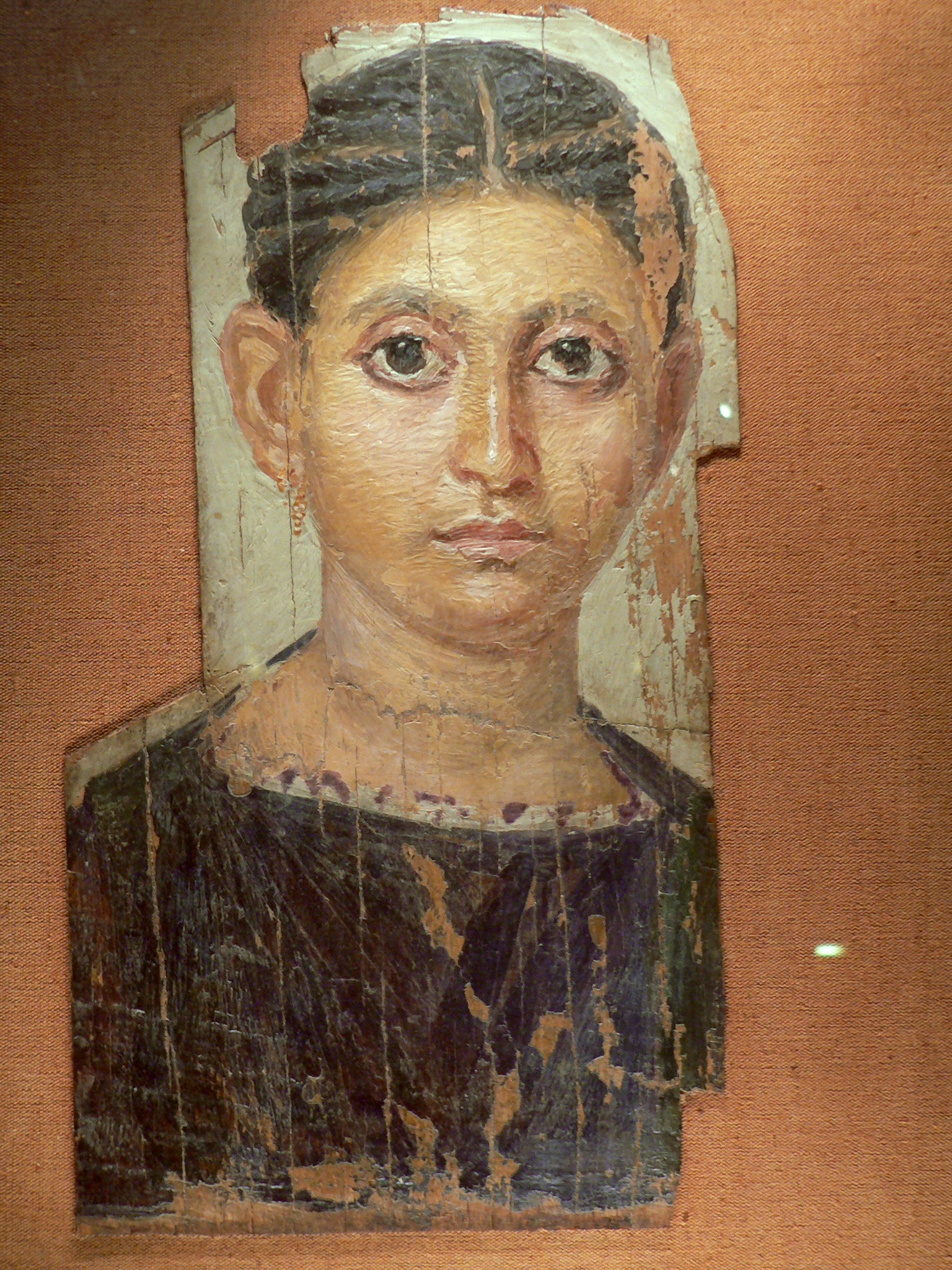
Portrait de jeune femme habillée d'un vêtement pourpre. Fin du IIIe siècle, Musée du Louvre.

Le bois est le support du plus grand nombre des « portraits du Fayoum ». Son utilisation dans l'art égyptien n'est pas nouvelle, et celui-ci apparaît dès les premières dynasties. Matériau rare en Égypte, il est souvent importé.
Le choix des essences se fait toujours en fonction de leur flexibilité et de leur finesse.
Le figuier sycomore est l'espèce la plus employée en Égypte, et ce depuis les époques les plus anciennes. Il pousse en effet en grande quantité en Égypte, et notamment plus particulièrement dans la région du Fayoum. C'est un bois souple et tendre. Le tilleul est la seconde espèce la plus fréquemment utilisée, toujours pour sa résistance et sa flexibilité. Il s'agit d'un bois importé en Égypte fort probablement par le conquérant romain, puisqu'il se développe dans les zones tempérées au Nord, et fait l'objet d'un commerce très florissant. Le chêne est lui aussi une espèce majeure, pour sa grande résistance aux chocs. Les panneaux de chêne sont généralement plus épais. D'autres espèces peuvent également être employées pour la fabrication des panneaux peints, mais leur emploi est moins fréquent. On peut ainsi citer le sapin, le cèdre, le cyprès, le pin, l'acacia et le hêtre.
C'est le traitement du bois, correctement effectué ou non, qui détermine la durée de vie du panneau peint. La plupart du temps, la coupe se fait selon le fil du bois, ce qui lui donne une meilleure résistance aux chocs. La coupe du bois donne au panneau une forme rectangulaire, cintrée ou non, dont la découpe varie selon les centres de fabrication. Si la hauteur diffère légèrement selon l'époque, l'épaisseur du panneau reste globalement la même, entre 1,6 cm et 2 cm.
Une fois découpé, le panneau de bois est préparé afin d'offrir à la peinture une adhérence maximale. Cette préparation varie en fonction du type de peinture choisi. Pour la peinture à la détrempe, on choisit une préparation soit à la colle de peau, soit à base de sulfate de calcium, soit au blanc de plomb. Pour une peinture à l'encaustique, on préfèrera une préparation soit au gypse, soit au sulfate de calcium additionné d'un autre élément (oxyde de fer, ocre, grains de quartz, charbon de bois), soit à base de colle protéique, soit à base de cire d'abeille pure. Exceptionnellement, la peinture à l'encaustique peut être appliquée pure, sans préparation.

#### Lin
Comparativement au bois, le lin est particulièrement adapté par sa finesse, sa souplesse et sa légèreté. Pourtant, il est moins représenté et moins connu. Il est utilisé principalement comme simple portrait, alors inclus dans les bandelettes de la momie, comme véritable linceul, ou comme tenture funéraire. Une couche de peinture à la colle ou une fine couche de plâtre permet de le raidir.

### Peinture
Après la pose de la préparation et la réalisation de l'esquisse ou du dessin en rouge ou en noir, la peinture peut enfin être appliquée. Deux techniques de peinture peuvent être utilisées pour la réalisation de ces portraits peints. Certains auteurs notent cependant le caractère plus réaliste de la technique de l'encaustique dans la restitution des carnations contrairement à la technique de la détrempe, qui est caractérisée par quelque chose de plus plat et graphique.

#### Peinture à l’encaustique

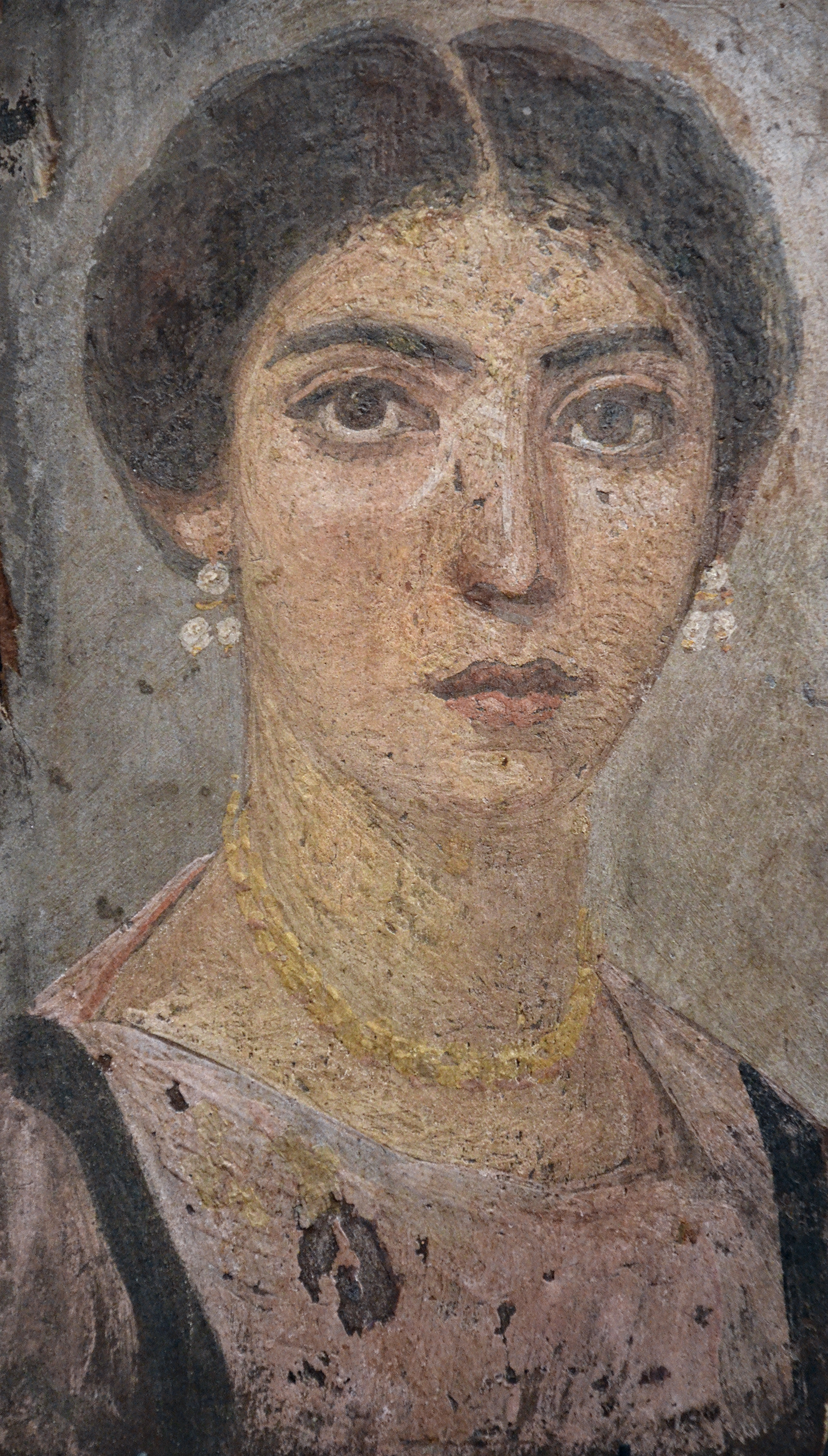
Portrait de femme peint à la cire d'encaustique sur bois de sycomore vers 120-150 ap. J.-C., Liebieghaus (Francfort).

La peinture à l'encaustique est la peinture la plus connue de ces temps. Elle est le témoignage d'une longue tradition de peinture héritée des Grecs mais disparue aujourd'hui. Il s'agit d'une forme de peinture à base de cire d'abeille chaude ou froide.
La cire d'abeille chaude, utilisée pure ou ajoutée à d'autres substances, voit son emploi facilité par le climat égyptien. Elle reste en effet la plupart du temps dans un état semi-solide et n'a donc pas toujours besoin d'être chauffée artificiellement. La cire d'abeille chaude peut être mélangée à d'autres substances, comme des résines, des gommes ou des huiles, afin d'élever sa température de fusion et la rendre plus résistante.
La cire d'abeille froide, ou cire d'abeille punique, est un mélange de cire d'abeille et d'eau de mer additionnée de soude. Le résultat est un matériau cireux et bien coagulé qui est parfaitement adapté à la peinture. Il peut être obtenu par plusieurs méthodes : l'émulsion, la saponification et la saponification partielle. Le résultat serait plus calligraphique et le travail plus lent.

#### Peinture à la détrempe
La technique de la peinture à la détrempe est moins étudiée, son utilisation étant moins importante. Cette peinture soluble dans l'eau peut être à base d’œuf, alors souvent associée à la tempera italienne, ou à base de colle de peau, de gomme arabique ou de résine.

### Palette
Les peintres ont surtout utilisé pour les « portraits du Fayoum » une peinture composée de quatre couleurs principales. Cette palette de base est complétée par d'autres couleurs, moins fréquentes, et par de la dorure.

#### Tétrachromie
La palette de base est composée de quatre couleurs : le blanc, le noir, le jaune et le rouge. On parle alors de tétrachromie. Cette palette, qui peut être nuancée au besoin pour donner des tons plus subtils, est surtout utilisée pour représenter les traits du visage et les cheveux. Le système pileux (cheveux, barbe, sourcils et cils) est peint de larges traits de noir, exceptionnellement de marron foncé ou de blanc grisâtre.

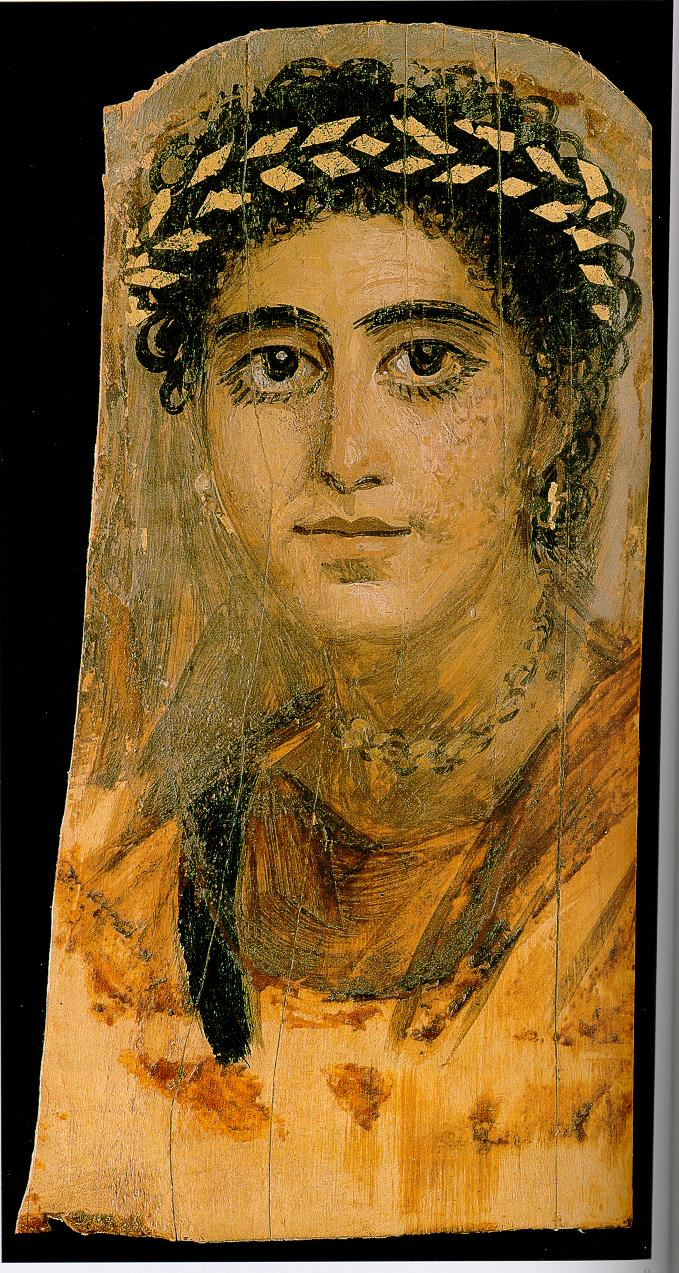
Portrait de jeune femme couronnée, Metropolitan Museum of Art.

Pour représenter les costumes et les bijoux, riches et variés, voire certains détails du visage comme les lèvres ou les joues, d'autres couleurs sont employées. La gamme de rouge et de rose est particulièrement développée, on peut ainsi utiliser du rose de garance pour les joues. Le bleu, dit « bleu égyptien », est un pigment synthétique. Enfin, le vert est utilisé pour les ombres et les représentations de feuillage, exceptionnellement pour les bijoux. Ces derniers sont caractérisés par du doré et de l'or, mais surtout par des couleurs chatoyantes des pierres précieuses ou semi-précieuses.
Enfin, le fond est systématiquement sobre, gris ou vert, parfois doré à la feuille.

#### Dorure
La dorure, qui se trouve sur les bijoux, les vêtements et parfois les lèvres, relève de deux techniques différentes. La première possibilité est l'utilisation d'une peinture imitant l'or, à base d'ocre jaune mélangé à une faible quantité de blanc et de rouge. La seconde possibilité, plus coûteuse et donc plus exceptionnelle, est l'application de feuille d'or à l'aide de blanc d’œuf pour une meilleure adhérence.
Il est important de noter que l’or semble avoir eu, en plus de la simple fonction décorative, une fonction rituelle particulière.

#### Utilisation des couleurs
Les couleurs ne sont pas appliquées partout sur le portrait de la même manière. La règle générale est de travailler du plus foncé au plus clair. Pour la détrempe, les pigments sont finement broyés et appliqués en une seule couche pour les chairs, mais grossièrement broyés et appliqués en deux ou plusieurs couches pour les autres éléments. Pour la peinture à l'encaustique, les couches sont fines et les grains généralement bien marqués. Cependant, les couches sont indistinctes pour les chairs tandis qu'elles sont bien différenciées avec des pigments épais et irréguliers pour le fond, le costume et les cheveux. Le visage est modelé par de petites touches rapprochées, les vêtements et le fond le sont à coups de brosse.  Au-delà de l’usage esthétique, la présence de l’or semble manifester la divinité des défunts.

### Outils
Si les outils de la peinture à l'encaustique sont mieux connus, nous avons très peu de renseignements quant aux outils de la peinture à la détrempe. Quoi qu'il en soit, le choix de l'outil se fait en fonction de l'effet de matière souhaité.
L'usage du pinceau est généralisé, aussi bien pour la peinture à la détrempe que pour la celle à l'encaustique. En ce qui concerne les panneaux peints, sa touche plus large est favorisée pour les fonds, les draperies et les cheveux. Pour le lin, à cause de la finesse du support, le pinceau est employé pour réaliser l'ensemble de l'œuvre.
Le cestrum est un outil pointu et dur laissant des marques plus resserrées et plus marquées. Il est notamment utilisé pour le visage et le cou. La forme exacte de cet outil n'est pas précisée dans les traités de peinture de Pline l'Ancien, qui restent obscurs et traduits de différentes manières selon les versions. Il peut aussi bien s'agir d'un petit poinçon que d'une petite pique, d'une spatule, ou d'un pinceau renforcé par de la cire d'abeille coagulée.
Le cauterium, ou « fer chaud », est utilisé en dernier lieu pour égaliser la cire d'abeille. Il laisse des traces caractéristiques en forme de zigzags. Son utilisation reste cependant contestée, notamment par Étienne Coche de La Ferté, mais Klaus Parlasca évoque l'utilisation d'une spatule chauffée pour retravailler la surface pâteuse de la peinture à l'encaustique.

## Pratique des «portraits du Fayoum»

### Contexte de l’Égypte romaine
Depuis la défaite d'Actium (-31), l'Égypte est devenue une province romaine vitale pour l'Empire romain, dont elle est le grenier à blé. Alexandrie, fondée à la conquête macédonienne d'Alexandre le Grand, est alors un carrefour commercial de première importance. Le pays est dirigé par des élites hellénisées.
Dans une communauté aussi hétérogène, les pratiques religieuses sont extrêmement diverses. Pourtant, les croyances religieuses ne semblent pas être profondément affectées par le changement de la conquête grecque puis romaine, en dehors d'un « habillage » grec, puis romain des divinités. Au contraire, la période gréco-romaine fait l'objet d'une intense activité théologique, et la religion égyptienne traditionnelle connaît une certaine vitalité sous la domination romaine.

#### Traditions funéraires

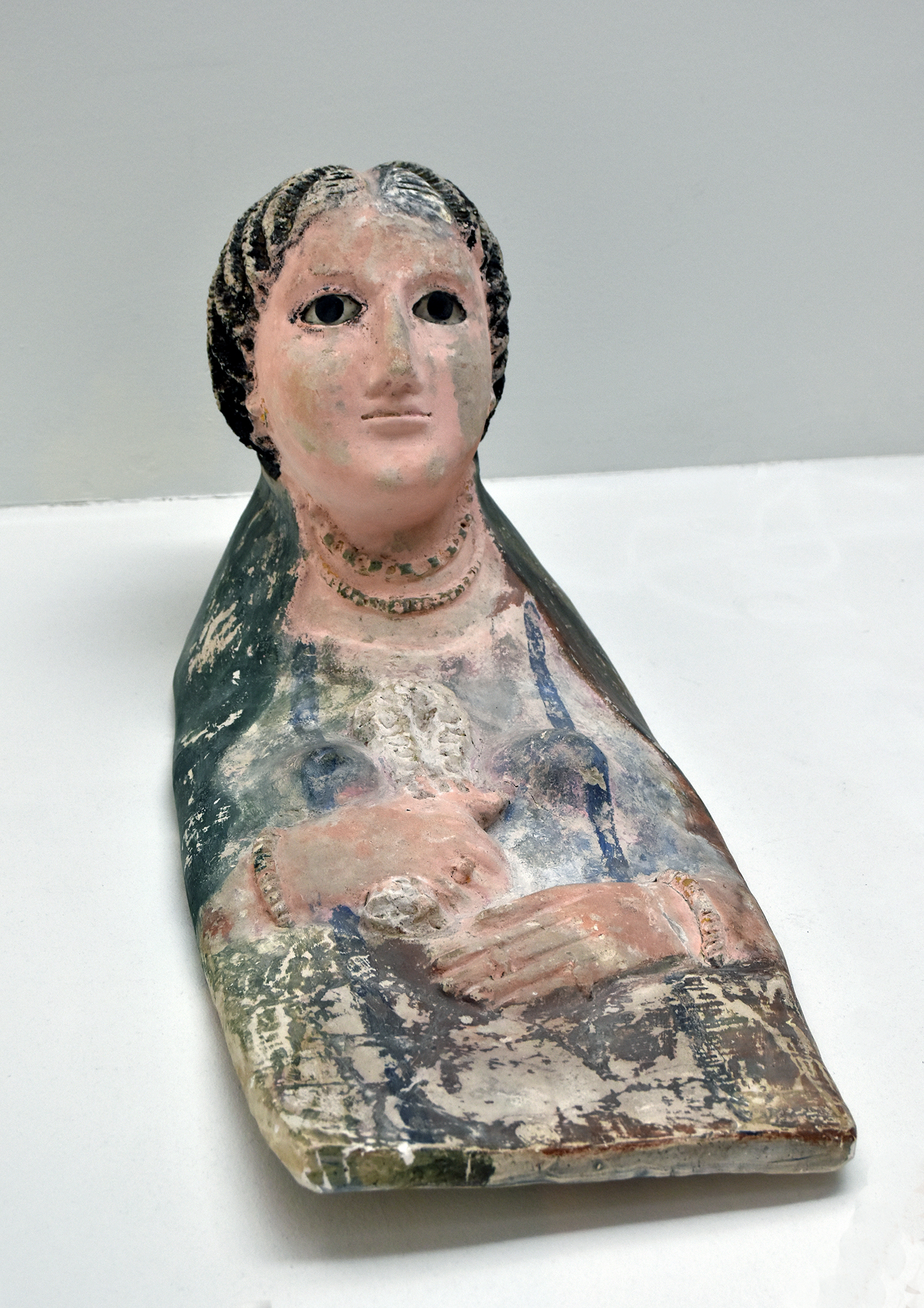
Masque plastron funéraire, trouvé à Antinoupolis par Émile Guimet, datant du IIe siècle, musée de Grenoble.

Avec la conquête romaine, la pratique funéraire dominante du conquérant – l'incinération – ne domine pas en Égypte, contrairement à d'autres régions de l'empire. La pratique de la momification y perdure, ne faisant qu'évoluer au contact de la civilisation gréco-romaine. L'incinération est davantage pratiquée dans les nécropoles alexandrines d'époque ptolémaïque.

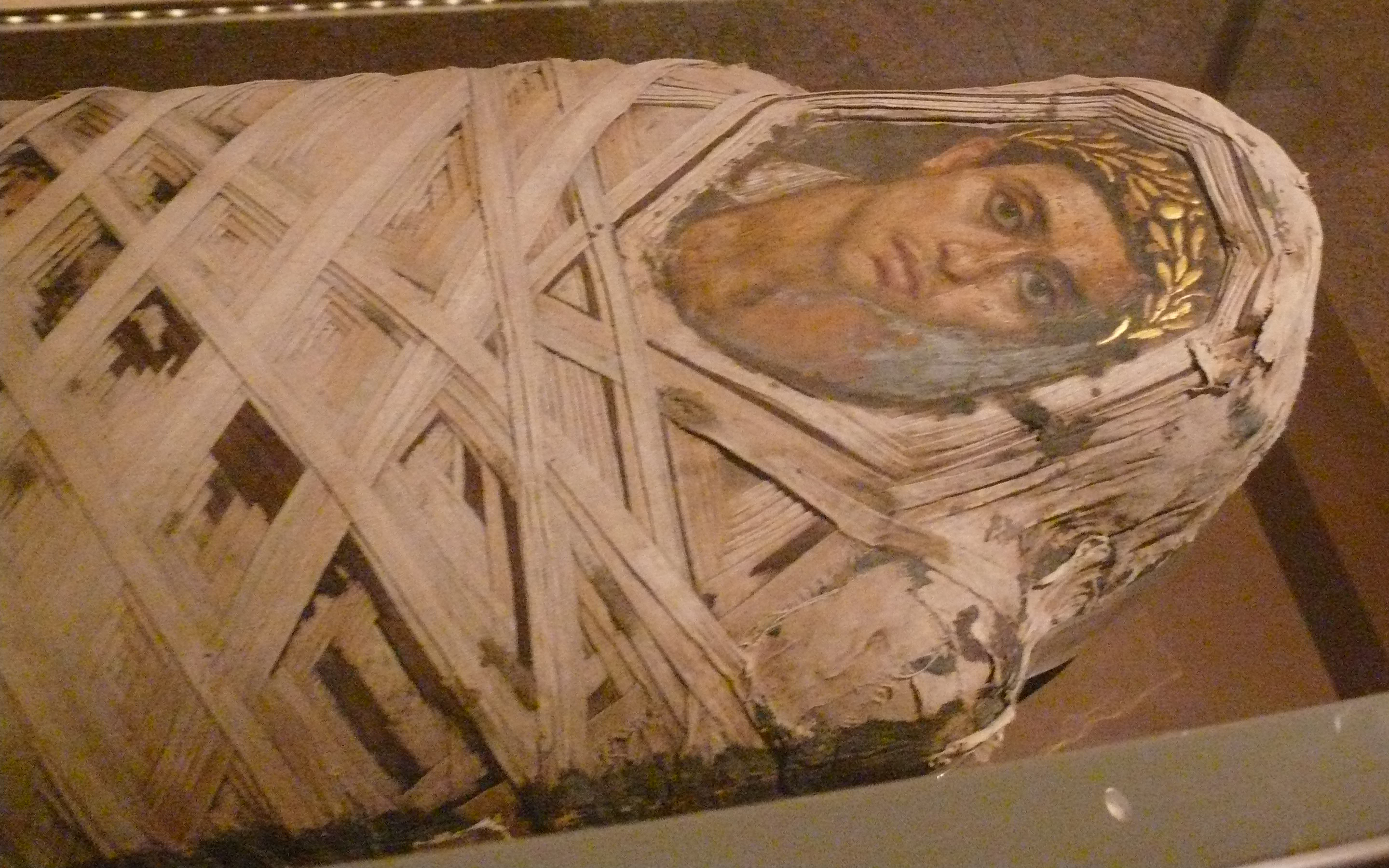
Momie incluant un portrait de jeune Romain, Metropolitan Museum of Art, New York, fin du Ier siècle.

À l'époque ptolémaïque se multiplient les masques de momies en stuc. Leurs caractéristiques stylistiques montrent clairement une évolution vers une pratique de plus en plus hellénistique au fur et à mesure du temps. Le corpus, qui ne dépasse pas la première moitié du IIIe siècle avant notre ère, semble peu à peu laisser place aux portraits peints de momies. À cela s’ajoute la multiplication des éléments de protection de la momie, tels que les pectoraux ou les éléments de pieds.
Si les pratiques de l'embaumement sont toujours réservées, par leur coût élevé, à une élite durant une grande partie de l'histoire égyptienne, elles deviennent plus accessibles à l'époque romaine. Cette diffusion fait que la momie ne fait pas toujours l’objet de soins attentifs, et il existe plusieurs niveaux de prestation, que ce soit en fonction des moyens ou des origines culturelles du défunt. Ainsi, un traitement de qualité implique un coût plus élevé. Françoise Dunand note que les momies font parfois l’objet d'une momification plus rapide et certainement moins coûteuse, avec un traitement plus expéditif et sans éviscération abdominale. Il semble que ce soit davantage l’aspect extérieur que la réelle préservation du corps qui ait été importante. En plus de la diversité des enveloppes de momie (bandes de lin, linceul, etc.), une variété de décors pour la partie supérieure du corps était proposée, parmi lesquels les panneaux peints ou les masques de stuc. Pourtant, un grand nombre de momies semblent avoir été enterrées directement dans le sable, sans plus de soin, entassées les unes avec les autres dans de grandes fosses sans marqueurs extérieurs. Ceci est à mettre en perspective avec une ritualisation du deuil à l'époque romaine. Les momies pouvaient être exposées (ekphora) temporairement dans la maison familiale après la mort. Le défunt pouvait ainsi faire l'objet de visites, et ce dans le cadre du culte des morts, alors possiblement pratiqué dans le domicile familial. Hérodote évoque même la participation de momies à certains banquets, ce qui pourrait suggérer ces pratiques. Flinders Petrie a ainsi trouvé sur les pieds de certaines momies d’Hawara des « gribouillages » d’enfants. Le défunt continuait à jouer un rôle dans la société, ce qui explique peut-être le besoin de ressemblance physique ainsi que la présence de symboles sociaux des portraits funéraires.
Les traditions funéraires de l'époque romaine, et plus particulièrement l'art funéraire, sont l'exemple de la cohabitation entre religion égyptienne et culture gréco-romaine. Elles témoignent d'un souci commun de préserver l'intégrité du corps, essentielle à la survie de l'individu, et d'assurer la subsistance de ce dernier après la mort.

### Traditions picturales
Les « portraits du Fayoum » relèvent d’une triple identité culturelle.

#### Confection des portraits

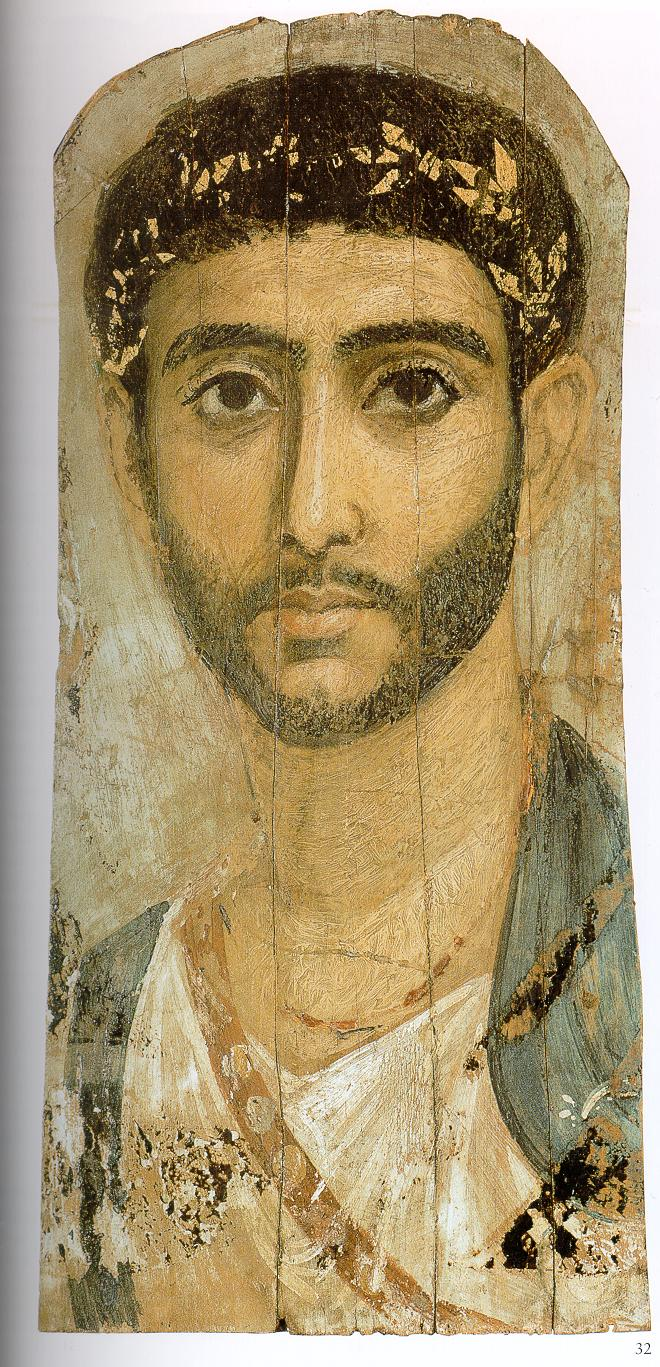
Portrait d'homme avec une couronne d'or (British Museum).

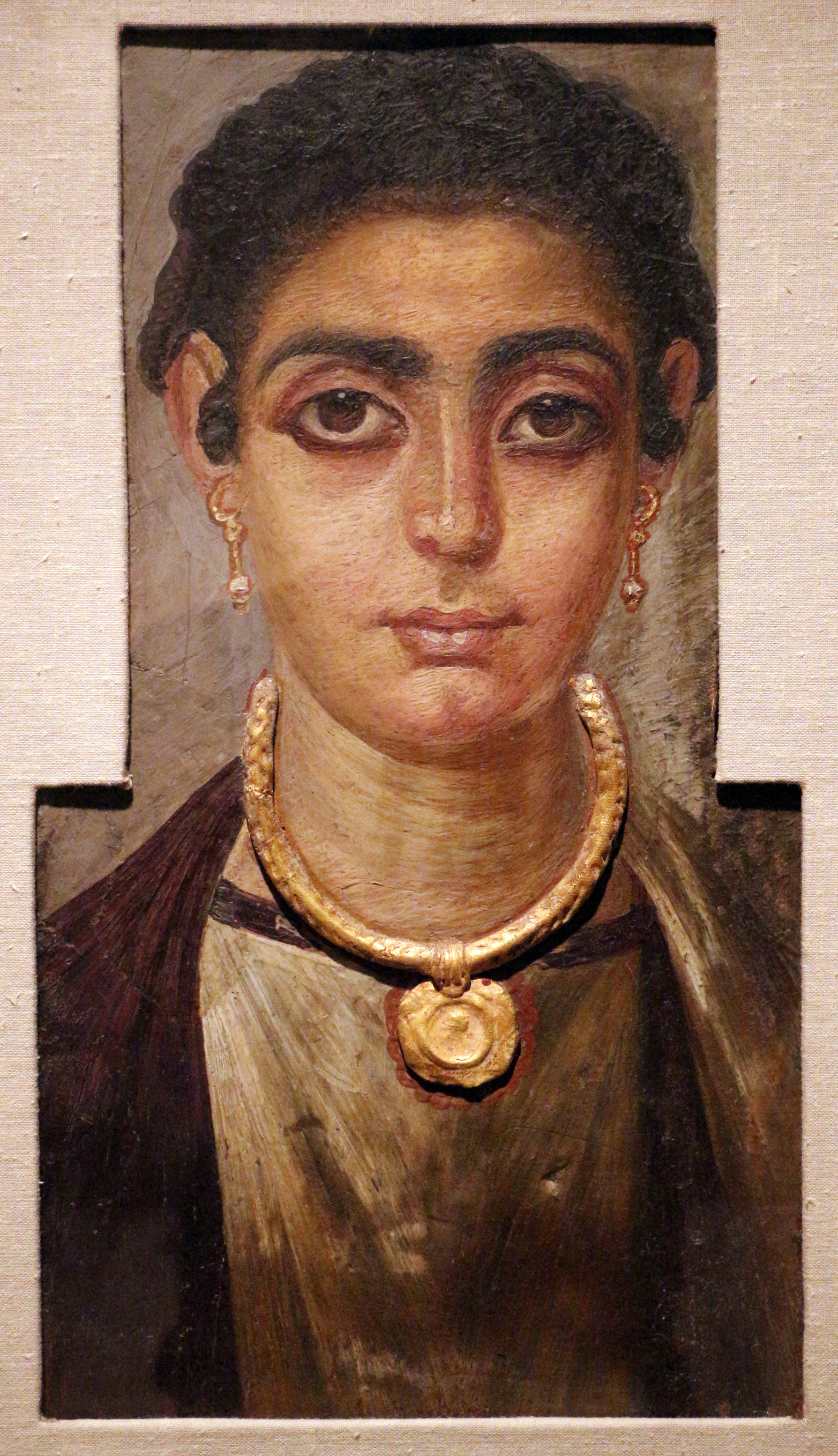
Jeune femme, IIe siècle Detroit Institute of Arts.

Les « portraits du Fayoum » sont soit « prêt-à-porter » soit « sur mesure ». S’ils semblent individualisés, certains représentant des types pouvaient cependant être proposés « tout prêts » à la vente. L'acheteur pouvait le choisir pour sa ressemblance ou pour une image plus flatteuse. S. Colinart relève également l'existence de portraits de base, peints en série puis complétés ensuite sur demande de l'acheteur. Ainsi, le résultat final est de qualité variable. Euphrosyne Doxiadis distingue ainsi quatre catégories générales définies par le style et la qualité des portraits peints.
Malgré les hypothèses d'Ebers et de Montserrat, qui voulaient que les portraits n'aient qu'une fonction funéraire et soient peints peu avant la mort, il semblerait qu’ils aient été peints à l'origine du vivant du modèle, et qu'ils n'aient été qu'ensuite découpés puis posés sur son corps une fois embaumé. On a même retrouvé, dans un cas, des parties détachées du panneau insérées dans les bandelettes de la momie. Du vivant du propriétaire, le portrait était ainsi suspendu au mur dans un cadre, et ce peut-être pendant longtemps. Certains panneaux présentent même des traces de stuc ou de plâtre imprégné d'asphalte ou de bitume, voire des traces de clous et de cadre. Le choix de peindre le portrait dès le vivant de l'individu est peut-être à mettre en lien avec la courte espérance de vie, de quarante à cinquante ans pour un homme. Les modèles sont en général peints à l'âge adulte, même si la momie associée est plus âgée. Des éléments pouvaient être ensuite ajoutés au portrait après la mort de l'individu, en fonction de l'évolution de son existence ou de la mode. Des traces de graphite noir sur le revers, à l'image du portrait de jeune garçon du musée du Louvre (P. 13) est une preuve, pour Étienne Coche de La Ferté et Adolphe Reinach, qu’ils étaient peints d'après un modèle vivant. Il s’agirait en effet de croquis ou de notes relatives au modèle.
Les « portraits du Fayoum » témoignent d'un souci d'identification du défunt, qui apparaît clairement à travers les inscriptions funéraires, sur la momie elle-même ou sous forme d'étiquettes. Les peintres à l'origine des « portraits du Fayoum » devaient à la fois peindre un portrait identifiable, mais aussi un portrait social afin d'assurer la renaissance effective du défunt dans l'au-delà. Chaque portrait funéraire doit donc donner le sexe, le statut social, mais aussi l’âge, qui est particulièrement important pour les hommes, du défunt. Il est d'ailleurs sans doute probable que la « clientèle » des « portraits du Fayoum » soit issue d'une fraction socialement aisée de la population, dont les noms sont aussi bien égyptiens que grecs. Certains costumes masculins suggèrent la représentation de soldats, mais les tenues militaires seraient davantage le reflet d'une connotation royale ou héroïque plutôt que l'illustration d'une réelle appartenance au corps militaire. De même, les costumes féminins évoquant ceux des prêtresses seraient plus le reflet de la popularité du culte d'Isis que l'illustration d'une participation effective au culte de la déesse.
Selon K. Parlasca, « le problème de l'appartenance ethnique des personnes représentées ne correspond pas aux circonstances réelles », et « les facteurs ethniques ne jouaient à cette époque aucun rôle ». En tout cas, l'identité ethnique du défunt, qu'elle soit grecque, romaine ou romanisée, ou égyptienne, est souvent difficile à déterminer. Par exemple, à l’époque romaine, tout citoyen de la ville d’Alexandrie est considéré comme grec, quelles que soient ses origines. L’identité du défunt représentait en effet par ses goûts, ses vêtements, ses accessoires, sa coiffure, « le mélange des civilisations dans l'Égypte post-alexandrine ». Quoi qu'il en soit, le fait d’avoir eu recours à des peintres pour la réalisation de ces portraits, en plus du coût de la momification, suggère l’appartenance à des classes plutôt aisées.

#### Technique grecque

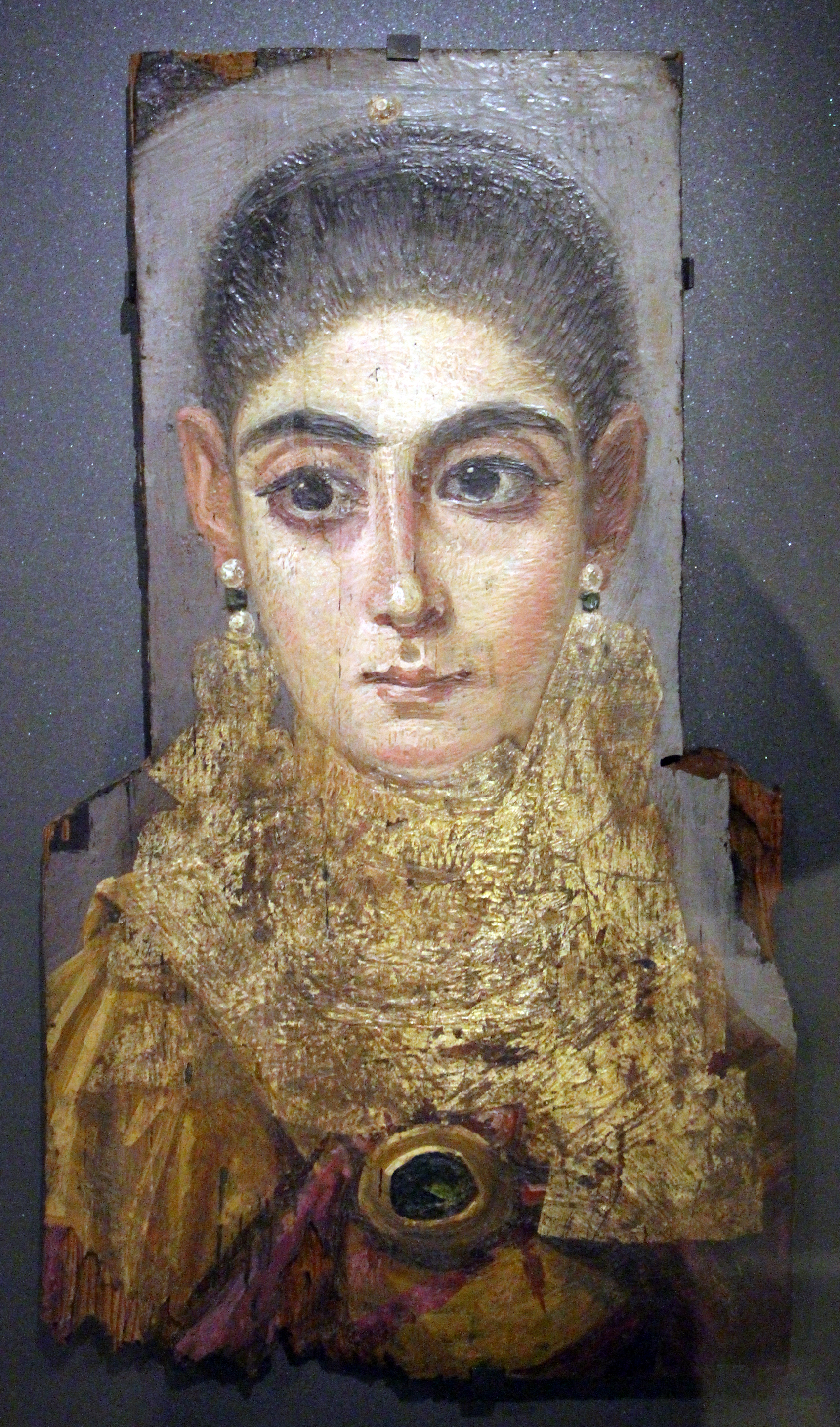
Portrait de jeune femme dite « L'Européenne », IIe siècle, musée du Louvre.

L’encaustique est une technique grecque mise au point au Ve siècle avant notre ère. Au IVe siècle, on ne peut citer que le très célèbre peintre Apelle, largement loué par l'auteur Pline l'Ancien, mais celui-ci est précédé d'autres peintres de renom, tels Polygnote de Thassos, Apollodore, Zeuxis, Parrhasios ou encore Euphranor. Ces artistes emploient justement la peinture à la cire chaude ou froide ainsi qu'une palette de quatre couleurs (blanc, noir, ocre jaune et terre rouge), et ce, au service d'un art naturaliste. Malheureusement, la peinture de chevalet, encore moins que la peinture à fresque, n'est pas conservée en Grèce, et nous n'en avons donc pas d’autres traces qu'écrites. C'est avec la conquête d'Alexandre le Grand que cette tradition picturale grecque, importée depuis la Macédoine, s'implante en Égypte. Des artistes grecs avaient déjà visité l'Égypte, dès le VIIe siècle avant notre ère, mais c'est seulement avec la conquête d'Alexandre qu'ils sont nombreux à s'y installer. Ainsi, plus de cinq siècles plus tard, les artistes à l'origine des « portraits du Fayoum » sont en quelque sorte les héritiers de ces peintres grecs. Cette tradition grecque de peinture est préservée par les peintres de l'école d'Alexandrie, héritière de l'art gréco-macédonien, où l'art du portrait est d'ailleurs très développé.

#### Portrait antique
Si le portrait est inconnu dans la Grèce classique[C'est-à-dire ?], il apparaît à l'époque hellénistique.
À Rome, le souci d'individualisation est déjà présent dans les portraits moulés ou sculptés d'ancêtres (imagines majorum), suspendus autour de l'atrium de la maison. Il s’agissait alors de conserver la mémoire d’un membre de la famille et de le garder présent aux yeux de ses descendants, afin d’en marquer l’importance. Il est donc naturel, pour les conquérants romains habitués au portrait, de l'avoir introduit en Égypte. La coutume de placer des portraits peints dans les temples, qu'ils représentent le souverain ou des personnes ordinaires, est par la suite bien établie. Ceux de Pompéi attestent dès le Ier siècle de l’usage ornemental des portraits de membres de la famille dans les maisons bourgeoises, portraits qui rappellent souvent ceux du Fayoum. De plus, Petrie en découvrit un encore encadré avec sa cordelette de suspension lors de ses fouilles à Hawara. Klaus Parlasca, qui pense que les portraits n’étaient à usage funéraire que dans un second temps, estime leur taille originale à 60 × 40 cm.
Les « portraits du Fayoum » seraient donc un exemple du syncrétisme culturel de l'Égypte à l'époque romaine, culture alliant apports hellénistiques et romains et héritage pharaonique.

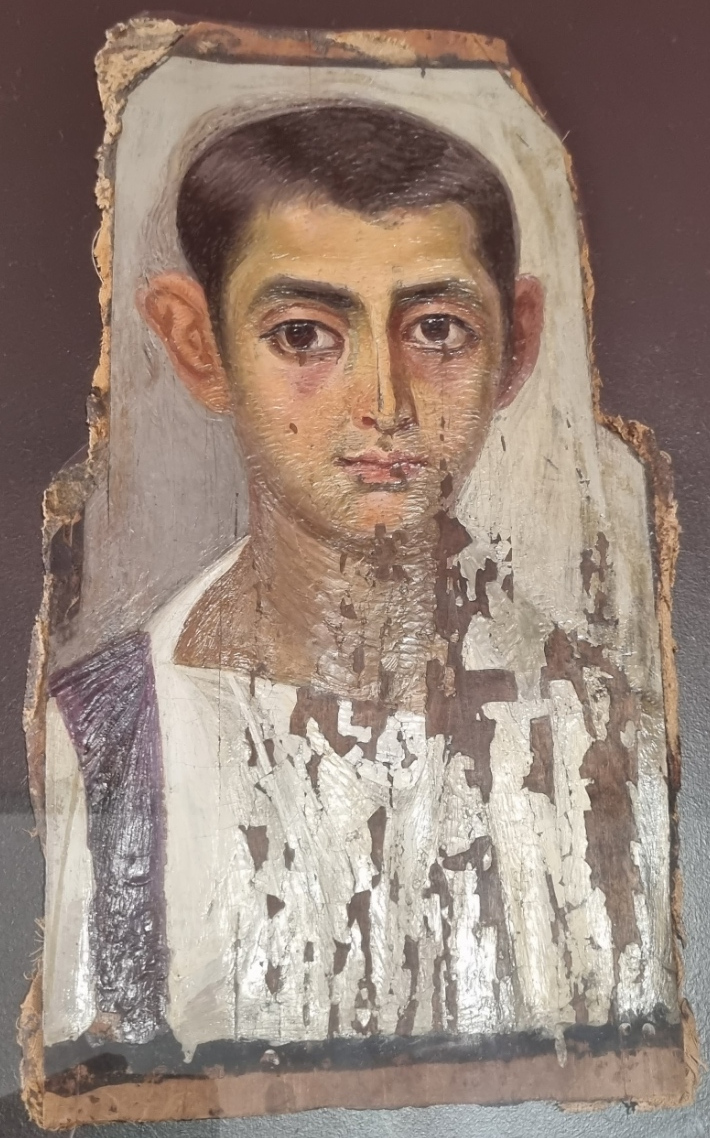
Portrait de jeune garçon, v. 115 ap. J.-C, Musée des Beaux-Arts de Dijon
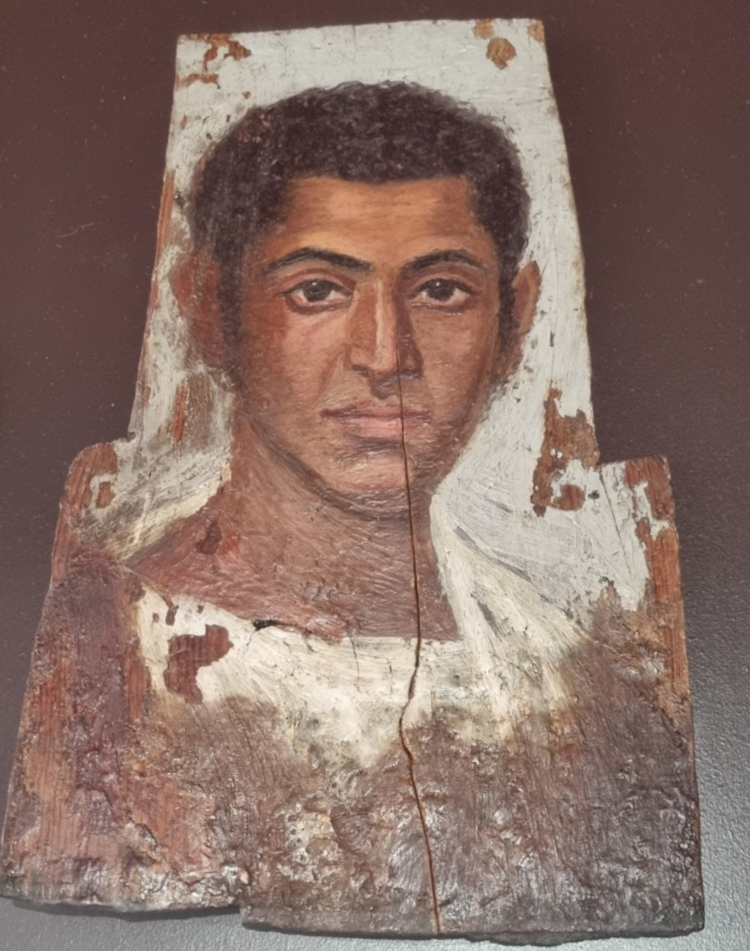
Portrait d'homme, v. 120 ap. J.-C, Musée des Beaux-Arts de Dijon
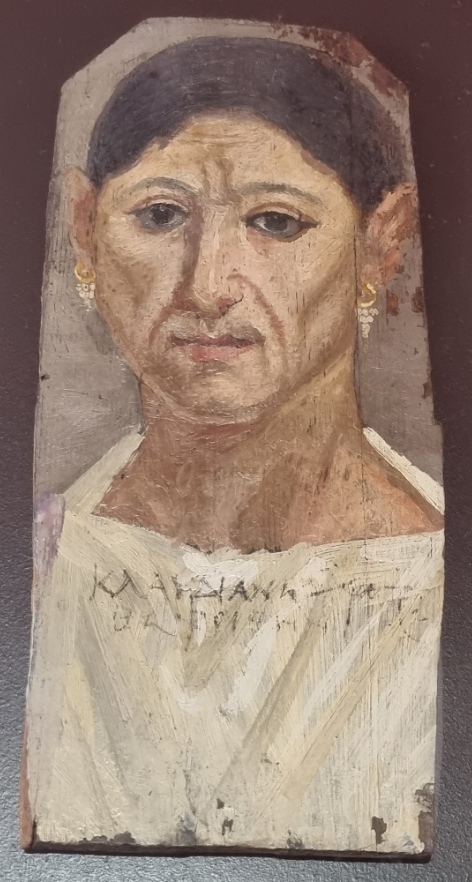
Klaudiané, fille de Phoib, entre 150 et 175 apr. J.-C, Musée des Beaux-Arts de Dijon
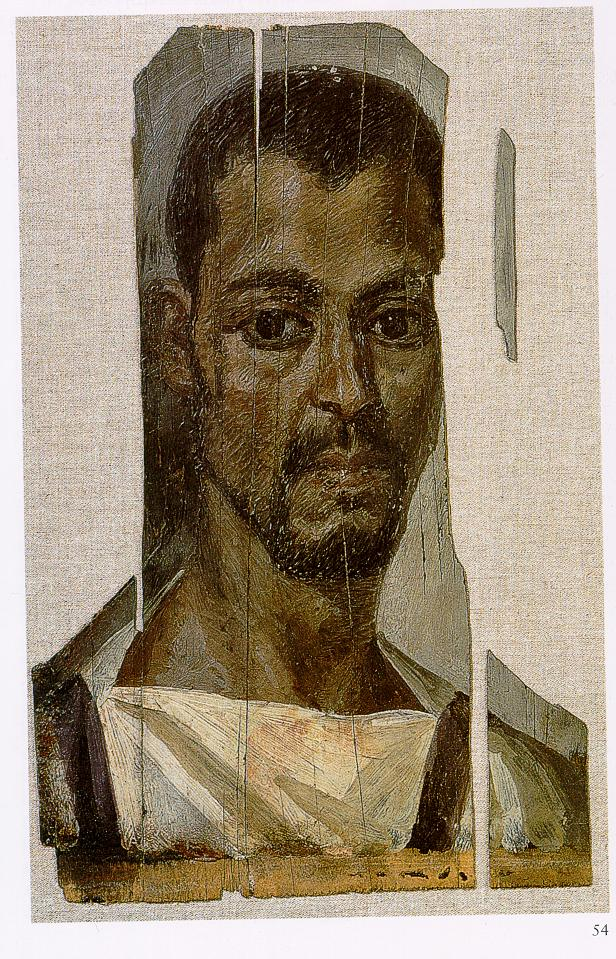
Portrait d'homme, Antinoé, entre 190 et 230 apr. J.-C. Musée du Louvre
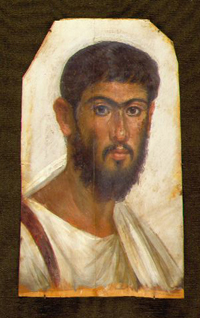
Portrait de jeune homme, IIe siècle apr. J.-C, Collection Menil
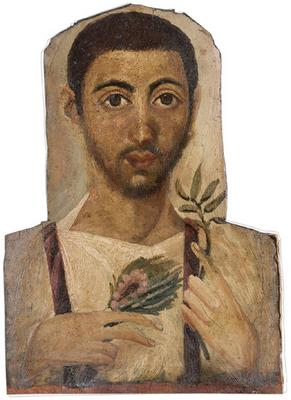
Portrait d'homme barbu, IIIe siècle, Musée des Beaux-Arts de Dijon
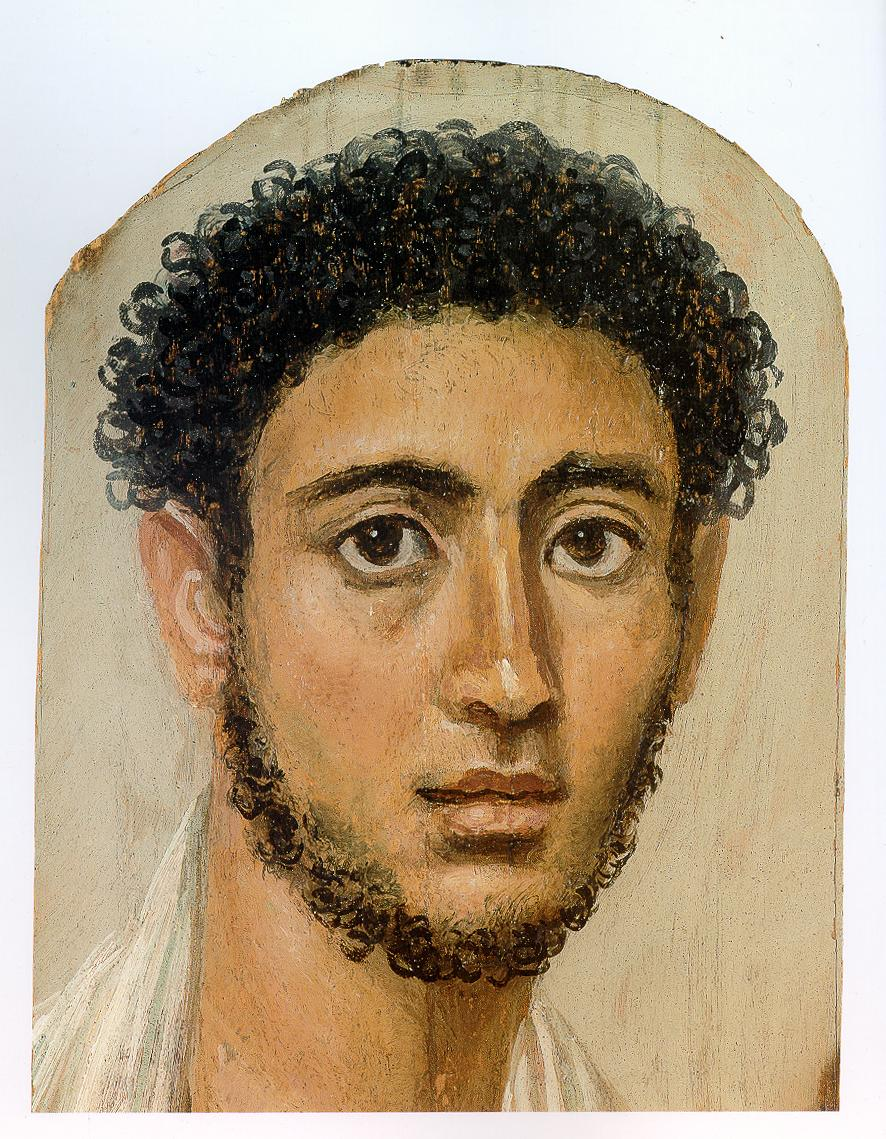
Portrait de jeune homme bouclé, v. 300 apr. J.-C,  Staatliche Antikensammlungen (Inv.-Nr 15013)
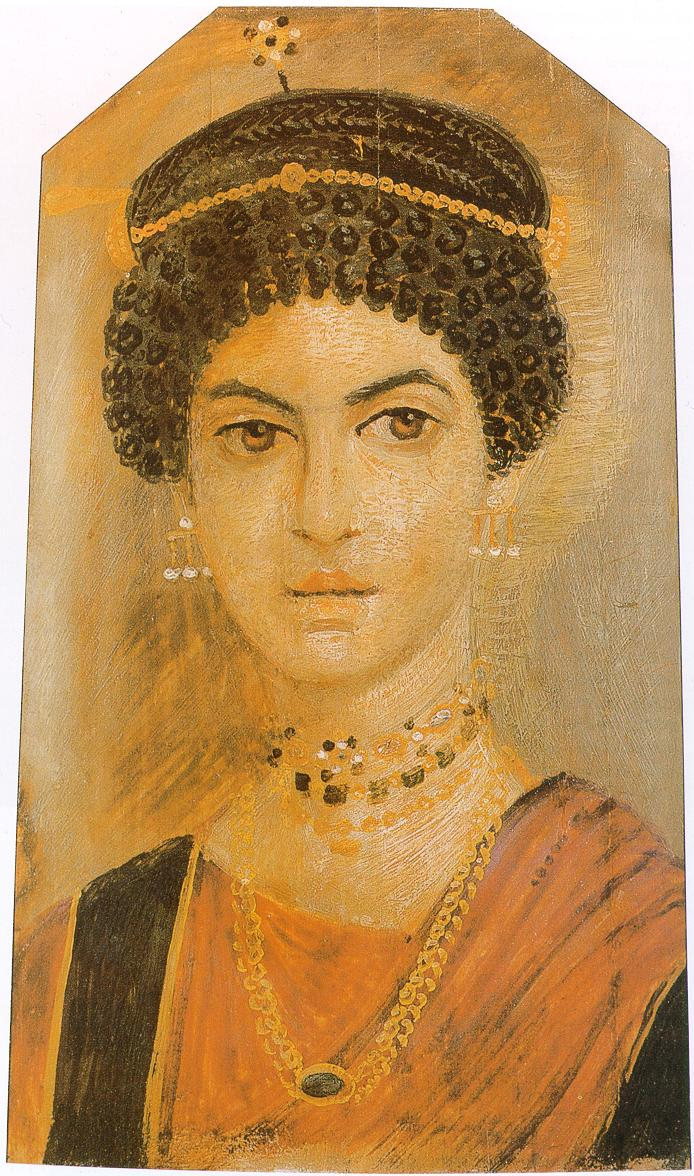
Femme en chiton orange, Musée national d'Écosse
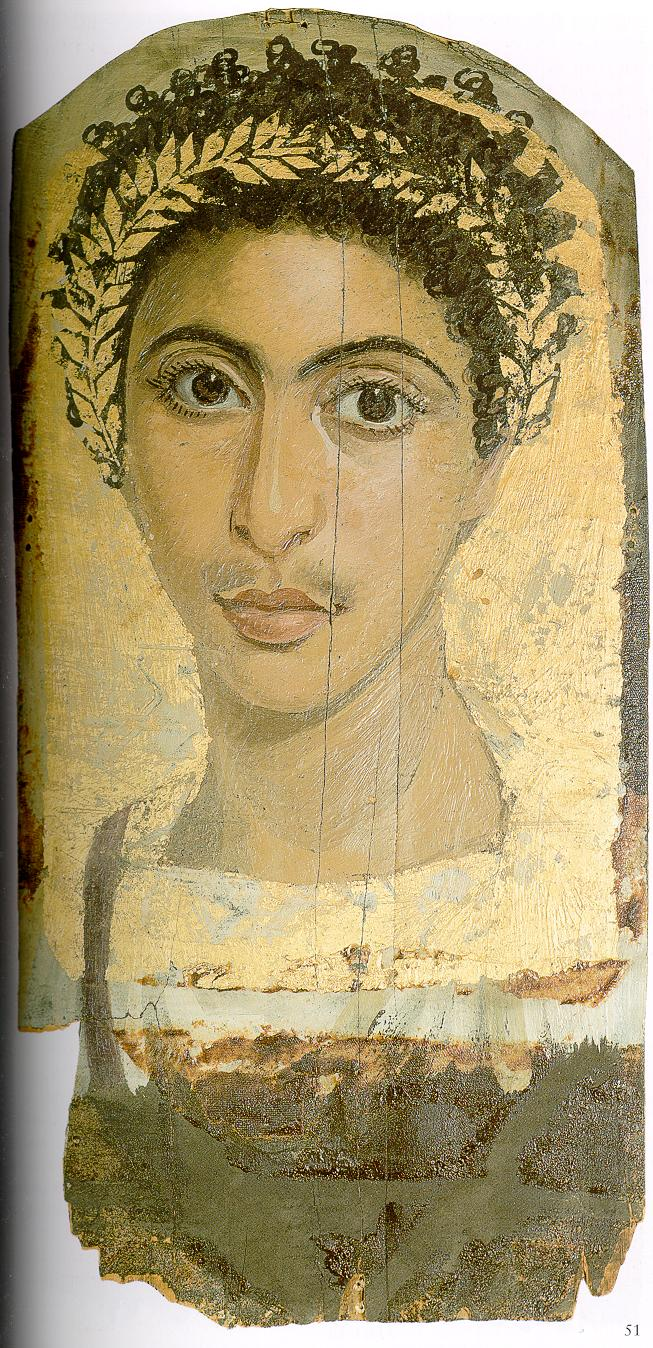
Portrait de jeune homme (fonds Gayet) trouvé à Antinoopolis en 1905/1906, vendu aux musées de Berlin en 1907 (Inv.-Nr. Berlin 17900)

### Fonction des «portraits du Fayoum»

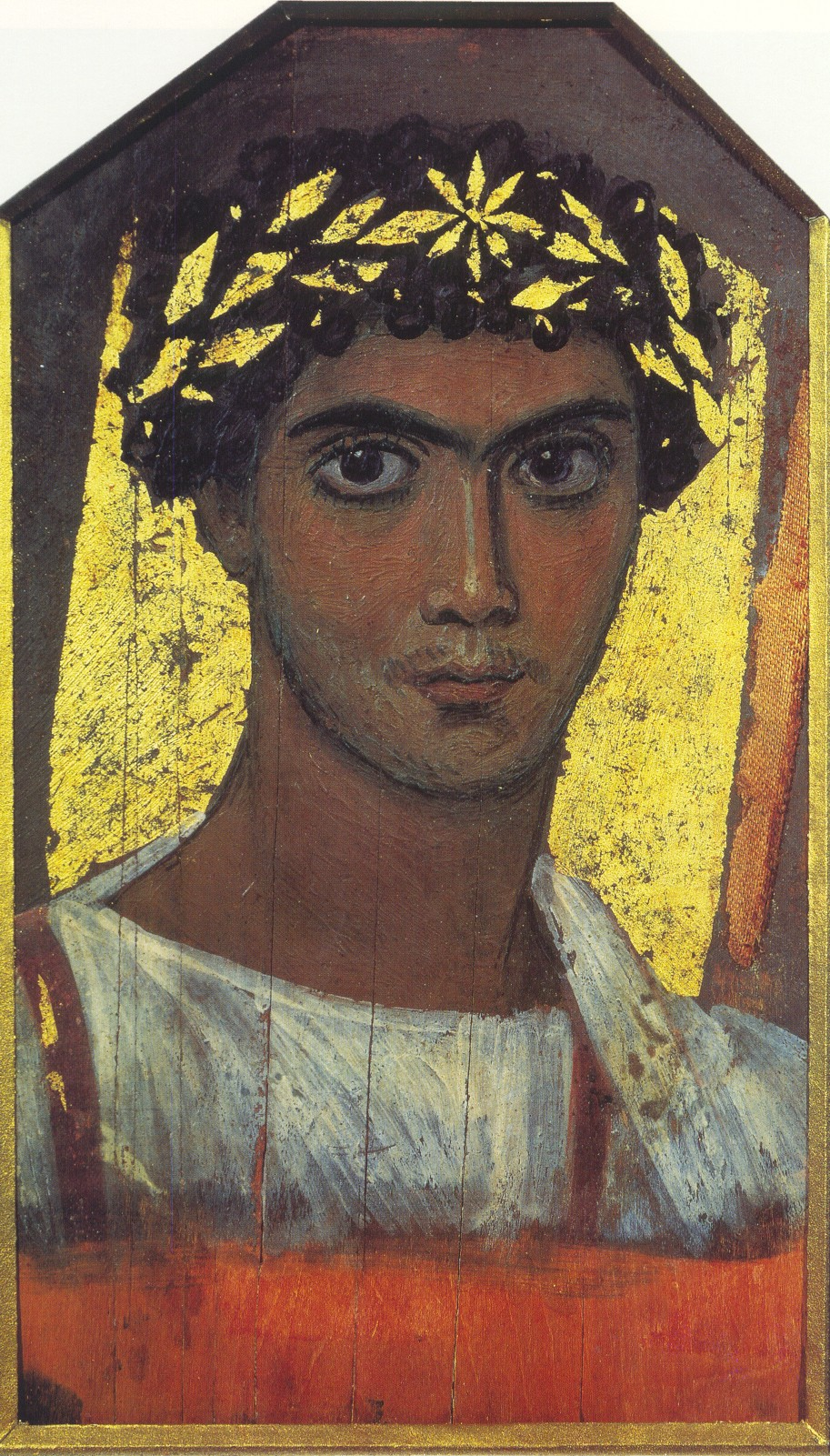
Portrait de jeune homme vers 130-150, Musée Pouchkine, Moscou.

Les « portraits du Fayoum » n'ont donc pas eu le parement de momie comme unique fonction.
Ils possèdent une fonction commémorative. Habituellement, cette fonction est principalement assumée par la statuaire, comme en témoigne la tradition romaine des portraits. Il n’est pas improbable qu’ils aient été portés en procession lors de l’enterrement, à l’image des portraits d’ancêtre de l’époque romaine lors du décès d’un membre de la famille.
La fonction funéraire des « portraits du Fayoum » est enrichie à l'époque romaine par la recherche de ressemblance des traits héritée de la culture romaine. La présence de l’image du défunt, idéalisée ou non, directement liée au corps du défunt connaît déjà des précédents de manière continue tout au long de l’époque pharaonique. Le défunt doit en effet survivre physiquement et spirituellement, et son corps sert d’attache physique aux parties immatérielles qui le composent (ka et ba). Mais la présence des momies au sein de la maison, voire au cours de banquets funéraires, laisserait penser que la ressemblance physique du portrait funéraire rendrait le défunt physiquement présent.

## Corpus et localisation
Le corpus comprend à ce jour plus de 1 000 pièces répertoriées. Tous étaient destinés à se retrouver dans une tombe, solidaire d'un corps embaumé. Aucun de ces portraits n'apparaît comme générique ou symbolique : chaque portrait est unique et frontal. 
La première mention de « momies à portrait peint » est due à Pietro della Valle, qui, au début du XVIIe siècle, en localisa deux à Saqqarah (Collections nationales de Dresde). Il faut attendre les années 1887-1893, alors que Flinders Petrie mène ses premières campagnes de fouille en Égypte, pour qu'un antiquaire viennois, Theodor Graf, associé à l'égyptologue Georg Ebers, organisent une exposition cohérente et itinérante, à partir d'un ensemble de portraits. Le catalogue de cette exposition déterminante a été publié en 1922 par l'historien d'art Paul Buberl (1883-1942), il contient l'inventaire de 51 pièces mais beaucoup d'imprécisions. Dans l'intervalle, Bernard Pyne Grenfell, Arthur Surridge Hunt et Albert Gayet, lors de leurs fouilles égyptiennes et recherches respectives, procèdent à de nombreuses découvertes.
Les principales collections publiques de portraits du Fayoum sont exposées dans divers musées de Londres, Berlin, au musée Pouchkine de Moscou, New York, Vienne ainsi qu'en France, entre autres, au :
- musée du Louvre, à Paris, présentés dans le cadre du département des Antiquités Égyptiennes, dans les salles de l'Égypte romaine, dans l'aile Sully ;
- Palais des Beaux-Arts de Lille ;
- Musée des Beaux-Arts de Dijon ;
- musée d'art sacré du Gard à Pont-Saint-Esprit.